# 小林傳司
小林 傳司（こばやし ただし、1954年 - ）は、日本の科学哲学者、大阪大学教授、理事（教育担当）、副学長。専門は科学技術社会論 (STS)。
洛星高等学校卒、1978年京都大学理学部生物学科卒、1983年東京大学大学院理学系研究科博士課程単位取得退学。1987年福岡教育大学講師、助教授、1990年南山大学人文学部助教授、教授、2005年大阪大学コミュニケーションデザインセンター教授、副センター長を歴任。STS学会初代会長。

## 著書
- 『誰が科学技術について考えるのか コンセンサス会議という実験』名古屋大学出版会 2004
- 『トランス・サイエンスの時代 科学技術と社会をつなぐ』NTT出版ライブラリーレゾナント 2007

### 共編著
- 『科学とは何だろうか 科学観の転換』中島秀人、中山伸樹共編著 木鐸社 科学見直し叢書 1991
- 『公共のための科学技術』編 玉川大学出版部 2002
- 『社会技術概論』小林信一、藤垣裕子共編著 放送大学教育振興会 2007
- 『シリーズ大学』7巻 広田照幸、吉田文、上山隆大、濱中淳子と編集委員 岩波書店 2013-14

### 翻訳
- スティーヴン・ローズ,リサ・アピナネシ編『科学と限界 その批判的考察』福井康雄、鬼頭秀一、中嶋康裕、佐倉統共訳 産業図書 1993
- ジェームズ・パラディス、ジョージ・C.ウィリアムズ『進化と倫理 トマス・ハクスリーの進化思想』小川真里子共訳 産業図書 1995
- スティーヴ・フラー『科学が問われている ソーシャル・エピステモロジー』産業図書 2000

### 引用
- 大学入試センター試験2017年本試験・国語（第1問）「科学コミュニケーション」

## 参考
- Ｊ-GLOBAL
- 大阪大学